# ユリウス・プリュッカー
ユリウス・プリュッカー（独: Julius Plücker、1801年6月16日 – 1868年5月22日
）は、ドイツの数学者、物理学者。数学の分野では解析幾何学の根幹に貢献し、物理学の分野では陰極線の研究によって電子の発見を導いた。他に、ラメ曲線の研究を大幅に拡大させた。

## 経歴

### 生い立ち
1801年、エルバーフェルト（現在のヴッパータールの一部）にて出生した。デュッセルドルフで教育を施され、ボン大学、ハイデルベルク大学で学んだ。1823年にはパリ大学へも赴いた。パリでは、ガスパール・モンジュ（1818年没）が創設したフランス幾何学者の学派の影響を受けた。
1825年ボンに帰り、1828年に大学の数学教授になった。
同年彼は著作 Analytisch-geometrische Entwicklungen の初巻を出版した。この本で彼は"略記法"の方法を紹介した。
1831年には第2巻を出版し、独立的で厳密な基本的射影双対性を明瞭に確立させた。

### 功績
1836年、プリュッカーはボン大学の物理学教授をに任命された。1858年、大学の同僚であるハインリッヒ・ガイスラーの真空管を1年考究した後、 希薄気体内における放電に対する磁石の影響に関する最初の古典的な研究を発表した。彼は、放電によって真空管のガラス壁に蛍光が起こること、真空管に電磁石を当てることによって磁場が発生し光を曲げられることを発見した。後世には、この発光は陰極線によって発生していることが判明した。
プリュッカーは最初は自身一人で、後にヴィルヘルム・ヒットルフと共同で、気体の分光法において多くの重要な事柄を発見した。まず、微弱な放電の光度を分光学的に研究できるまで引き上げるために、初めて（現在ガイスラー管と呼ばれる）毛管が備えられた真空管を使った。ロベルト・ブンゼンとグスタフ・キルヒホフに先んじて、物質から放出されたスペクトル線を用いて物質の特徴付けが可能であることを公表し、化学的分析においてこの発見が重要であることを指し示した。ヒットルフによれば、 プリュッカーは水素のスペクトル線を3本確認した最初の人物である。これはプリュッカーの没後の数か月内に、太陽の紅炎のスペクトルにおいて確認された。
1865年、プリュッカーは再び幾何学分野に戻り、19世紀に line geometryとして知られる概念を導入した。射影幾何学におけるプリュッカー座標系とは、射影空間P3上の直線空間をP5上の二次曲面に埋め込むことで表される同次座標系である。この構成は 2×2 の小行列式、あるいはそれと等価な4次元の基底となるベクトル空間の2次外冪を記述することに使われる。これはグラスマン多様体Gr (k, V)（n次元ベクトル空間Vのk次元部分空間）の理論の一部であり、これらの座標系の、同次座標系のn × k行列のk × k小行列（プリュッカー座標系）への一般化に用いられる。グラスマン多様体 Gr (k, V) の、Vのk次外冪の射影化体P (Λk,(V))への埋め込みはプリュッカー埋め込みとして知られる。

## 著作
- 1828: Analytisch-Geometrische Entwicklungen from Internet Archive
- 1835: System der analytischen Geometrie, auf neue Betrachtungsweisen gegründet, und insbesondere eine ausführliche Theorie der Kurven dritter Ordnung enthaltend
- 1839: Theorie der algebraischen Curven, gegründet auf eine neue Behandlungsweise der analytischen Geometrie
- 1846: System der Geometrie des Raumes in neuer analytischer Behandlungsweise, insbesondere die Theorie der Flächen zweiter Ordnung und Classe enthaltend
- 1852: System der Geometrie des Raumes in neuer analytischer Behandlungsweise, insbesondere die Theorie der Flächen zweiter Ordnung und Classe enthaltend. Zweite wohlfeilere Auflage
- 1865: On a New Geometry of Space Philosophical Transactions of the Royal Society 14: 53–8
- 1868: Neue Geometrie des Raumes gegründet auf die Betrachtung der geraden Linie als Raumelement. Erste Abtheilung. Leipzig.
- 1869: Neue Geometrie des Raumes gegründet auf die Betrachtung der geraden Linie als Raumelement. Zweite Abtheilung. Ed. F. Klein. Leipzig.
- 1895–1896: Gesammelte Wissenschaftliche Abhandlungen, Band 1 (vol. 1), Mathematische Abhandlungen ( Arthur Moritz Schoenflies &  Friedrich Pockels編), Teubner 1895,[5] Archive, Band 2 (vol. 2), Physikalische Abhandlungen (Friedrich Pockels編), 1896, Archive

## 受賞
1866年、プリュッカーは王立協会よりコプリ・メダルを授与された。
小惑星プリュッカーは彼の名を冠する。